# Епархия Мири
Епархия Мири (лат. Dioecesis Miriensis) — епархия Римско-Католической церкви c центром в городе Мири, Малайзия. Епархия Мири распространяет свою юрисдикцию на часть территории штата Саравака. Епархия Мири входит в митрополию Кучинга. Кафедральным собором епархии Мири является церковь святого Иосифа.

## История
19 декабря 1959 года Святой Престол учредил апостольский викариат Мири, выделив его из апостольского викариата Кучинга (сегодня — Архиепархия Кучинга).
31 мая 1976 года Римский папа Павел VI издал буллу «Quoniam Deo favente», которой преобразовал апостольский викариат Мири в епархию.
21 ноября 1997 года епархия Мири передала часть своей территории для возведения апостольской префектуры Брунея (сегодня — Апостольский викариат Брунея).

## Ординарии епархии
- епископ Anthony Denis Galvin M.H.M. (5.04.1960 — 5.09.1976);
- епископ Anthony Lee Kok Hin (30.05.1977 — 30.10.2013);
- епископ Richard Ng (30.10.2013 — по настоящее время).